# تشجير

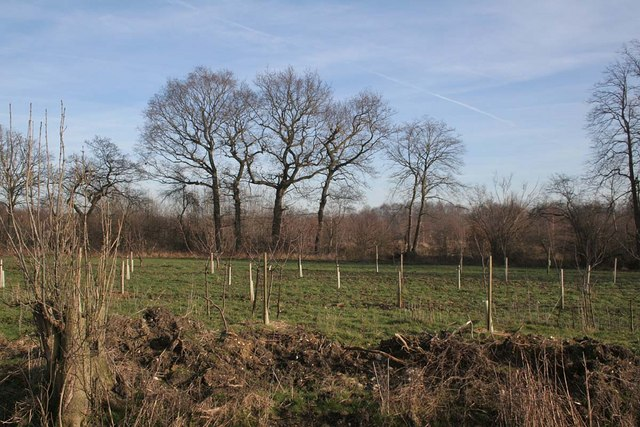
مشروع تشجير في راند وود، لينكونشير، إنجلترا

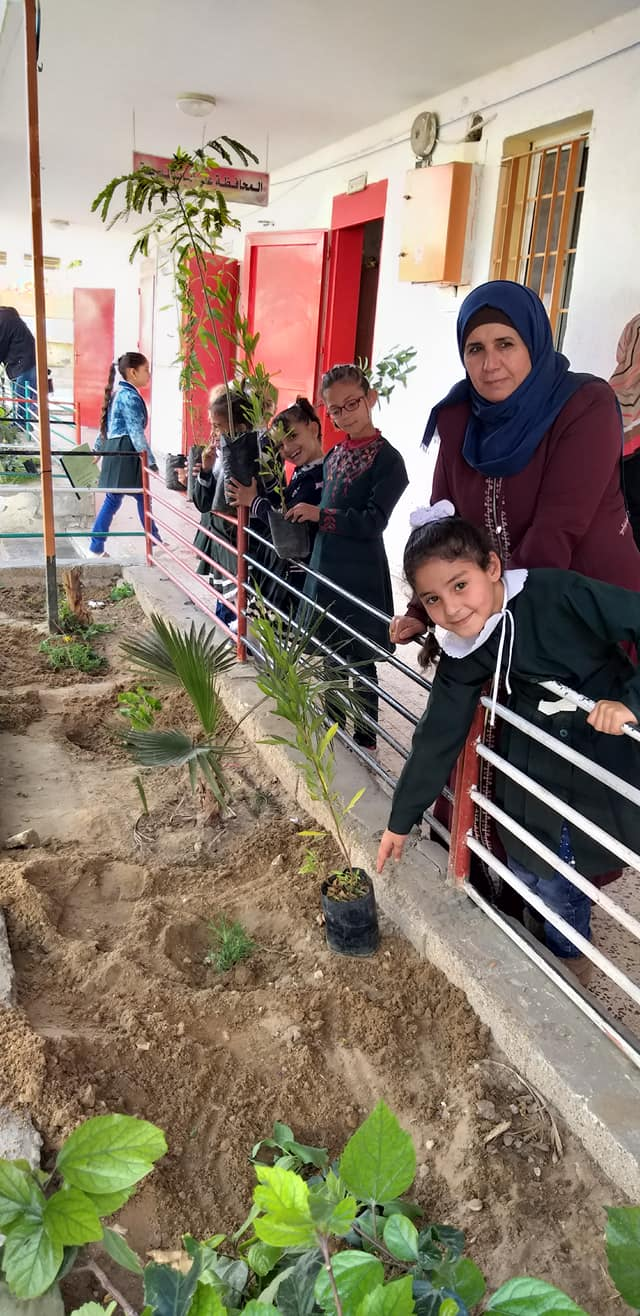
محافظة كركوك العراقية تشترط ان يكون غرس شجرة من شروط تخرج الطلاب من الجامعات والمدارس.

التشجير أو التحريج عملية إنشاء غابة من الأشجار في منطقة لم تكن غابة قبل ذلك. من عوامل نجاح عمليات التشجير داخل المدن بعد اختيار النباتات الملائمة مع البيئة المحلية هو إتباع المعايير والضوابط العلمية للتشجير في الشوارع على الأرصفة وفي الجزر الوسطية وأمام المحالّ التجارية والمنازل. ومن أهم المقترحات الفنية لتطوير العمل في الأمانات والبلديات فيما يتعلق بالاعتماد على المعايير والضوابط العلمية في عمليات التشجير:
- إزالة معوقات الرؤيا مثل الأشجار واللوحات الإرشادية عند التقاطعات والإشارات الضوئية والاكتفاء بالمسطحات الخضراء والنباتات القليلة الارتفاع في هذه المناطق . أما الأبعاد بين المنعطف والإشارة والتقاطع وبداية التشجير يجب الاتفاق عليها، وهذا لن يتحقق إلا بإجراء دراسة ميدانية على أن تساهم الأمانات مع المسؤولين عن السير في المرور للخروج بدراسة واقعية لحل جذري لمثل هذه المعوقات وذلك للحصول على تشجير يساهم في جمال المدن ويساهم في حفظ وسلامة الأرواح البريئة ويقلل من الحوادث .

- يجب إعادة دراسة وضع أحواض الزراعة على الأرصفة من حيث إلغاء البعض أو إعادة توزيعها بما يسهل مرور المشاة وخاصة على أرصفة الشوارع وسط المدن ذات الكثافة العالية للمشاة.
- أما بخصوص التشجير أمام المحالّ التجارية يصاحبه عراقيل عديدة منها صعوبة إجراء عمليات الري والصيانة الزراعية المختلفة في الشوارع الضيقة. والأشجار أمام المحالّ التجارية تعيق حركة المرور وتحجب رؤية لافتات المحالّ وبالتالي معظم أصحاب المحالّ التجارية لا يرغبون فيها، وكذلك يلاحظ أن أحواض تلك الأشجار تكون متجمعاً للنفايات مما يعرضها للموت.
- أما بخصوص التشجير في الشوارع الفرعية فمن واقع التجربة هناك نسبة كبيرة من المواطنين لا يرغبون في التشجير أمام منازلهم وخاصة عندما تكبر الأشجار، وذلك بحجة أن عمليات القص تؤدي إلى كشف البيوت من الداخل وكذلك سقوط أوراق الأشجار داخل منازلهم وعلى سياراتهم، كذلك من المعاناة أثناء الري وذلك لوجود سيارات المواطنين أمام تلك الأشجار. والأفضل أن يكون الموضوع اختيارياً بالنسبة للمواطنين وليس إلزامياً فالمواطن الذي يزرع شجرة باختياره وبرغبته سوف يكون حريص عليها ويعطيها جزءاً من وقته وماله للحفاظ عليها وصيانتها والعناية بها والعكس صحيح إذا كان إلزامياً .
- يتم زراعة الميادين والتي تصمم على شكل مثلثات بالنباتات العشبية المزهرة أو أي نباتات أخرى قصيرة حتى لا تحجب الرؤية ولضمان سلامة مرور السيارات.

## تطبيق الأساليب الحديثة للري
يوجد عدة طرق للري، ويتم اختيار كل منها حسب طبوغرافية الأرض وقوام سطح التربة والمدة بين الريات وكمية المياه المتوفرة ونوعيتها ونوع النباتات المراد ريها والعادات المتبعة في كل منطقة ومدى التطور التقني بها ونوع العمالة. طريقة الري المثالية: هي التي تمد الأرض بالرطوبة اللازمة لنمو النبات دون فاقد من المياه، وتؤمن النباتات ضد فترات الجفاف القصيرة، وغسل الأملاح الموجودة في القطاع الأرضي لتصبح دون الحد الحرج للحصول على أكبر وأجود محصول، مع كفاءة استخدام المياه والتميز في العائد الاقتصادي من وحدة المياه. تحت الظروف الجوية السائدة في المملكة العربية السعودية ونتيجة لاستخدام مياه متوسطة الملوحة فإن الري التقليدي أو السطحي يعتبر من الطرق الجيدة، بعد التأكد من أن سطح التربة مستوي في حال الأحواض الصغيرة ومن الميل والطول المناسب للأحواض الكبيرة. حيث تعمل هذه الطريقة على غسل الأملاح من التربة. كما يجب دراسة الاستفادة من مياه التصريف السطحي فهي متوفرة حيث أن أكثرها يصرف لخطوط تصريف السيول .
أما طريقة الري بالرش فلها فوائد من حيث تقليل كمية المياه المستخدمة في الري ورفع كفاءة الري، إلا إن استخدام هذه الطريقة خصوصاً بمياه ذات تركيز مرتفع من الأملاح قد يسبب تراكم هذه الأملاح على أسطح أوراق النباتات خصوصاً في فصل الصيف نتيجة لارتفاع درجة الحرارة.
وتعتبر طريقة الري بالتنقيط من أكفأ طرق الري الحديثة إلا أنه عند ارتفاع ملوحة مياه الري وارتفاع درجة حرارة الجو في فصل الصيف في بعض مناطق المملكة فإنه يجب التأكد من أن فتحات المنقطات واسعة لكي تعطي تدفقاً عالياً، وبالتالي منع تراكم الأملاح حول جذور النباتات بعد تبخر الماء من التربة لارتفاع درجة الحرارة.
أما طريقة الري بالببلرز (النبع) ، وهي تحديث وتحسين لطريقة الري بالتنقيط حيث لوحظ أن الفتحات التي يخرج منها الماء في الري بالتنقيط كثيراً ما تغلق بالأملاح أو بحبيبات التربة فاستغنى عن الصمامات في هذه الفتحات باستعمال أنبوبتين واحدة داخل الأخرى يخرج ماء الري منها نتيجة لفروقات الضغط. وينصح باستخدام الثلاث طرق الأخيرة في الأمانات والبلديات لتوفيرها في كميات المياه المستهلكة ولسهولة استعمالها. ويجب التركيز على منع أو تقليل الري بالوايتات وخاصة في الطرق والشوارع الرئيسية لما يتسبب عن ذلك من حوادث لا سمح الله وكذلك للتكلفة العالية على المنظور البعيد وغيره، وإذا لم يكن هناك مصدر للري بالمواقع يجب تنفيذ البديل وهو خزانات أرضية جانبية تغذي تلك الشوارع والطرق.

## اقرأ أيضاً
- إعادة التحريج